# The Comeback - A Tale Of Irrelevance
The Comeback - a tale of irrelevance es una película coproducción  de Mauricio e India filmada en colores dirigida por Sharvan Anenden sobre su propio guion escrito en colaboración con Ananda Devi que se estrenó en febrero  de 2019 en Mauricio y tuvo como actores principales a Nalini Aubeeluck, Edeen Bhugeloo, Palmesh Cuttaree y Robert Furlong.

## Sinopsis
Tres actores retirados de Bollywood tratan de relanzar sus carreras con la ayuda de ua joven que pretende dirigir películas.

## Reparto
- Nalini Aubeeluck	...	Sandya Patel
- Edeen Bhugeloo	...	Nadhir
- Palmesh Cuttaree...	Shakeel Khan
- Robert Furlong	...	Jatin Kumar
- Gaston Valayden	...	Arjun Singh